# Кутюрье, Луис
Луис Армандо Кутюрье Пумарино (исп. Luis Armando Couturier Pumarino; 25 августа 1937, Мехико — 27 февраля 2025) — мексиканский актёр, карикатурист и писатель; старший брат актёра Мигеля Кутюрье (1950—2012).

## Биография
Родился 25 августа 1937 года в Мехико. В 1954 году поступил в Национальный автономный университет Мексики, который окончил в 1957 году по специальности «карикатурист». Тут же он устроился на работу по своей профессии — рисовал для журналов Jaja, Jalapa и El Universal вплоть до 1978 года, когда на уже известного карикатуриста обратил внимание режиссёр Серхио Ольхович и пригласил его сниматься в кино. Дебютировал в 1978 году, снявшись сразу в трёх фильмах и телесериале, после чего решил оставить деятельность художника и полноценно сосредоточиться на актёрстве. Всего снялся в 66 кинофильмах и телесериалах.
Наиболее успешными в его карьере стали телесериалы «Богатые тоже плачут», «Ничья любовь», «Алондра», «Умереть дважды», «Однажды у нас вырастут крылья», «Личико ангела», «Истинная любовь», «Наперекор судьбе», «Самая прекрасная дурнушка», «Любовь без грима», «Во имя любви», «Непокорное сердце» — проданные во многие страны мира, они поспособствовали известности актёра. В 2006 году был награждён премией Bravo за лучшую мужскую роль в теленовелле «Наперекор судьбе».
В 2008 году Луис дебютировал в качестве писателя, выпустив книгу в соавторстве со сценаристом Гасом Родригесом и проиллюстрировав её собственными рисунками.
Одним из последних появлений актёра на экране стало участие в фильме Алехандро Гонсалеса Иньярриту «Бардо», где исполнил роль Лисандро, призрака отца главного героя.

## Здоровье и смерть
С 2016 года Кутюрье испытывал серьёзные проблемы со здоровьем после того, как перенёс инфаркт головного мозга и оставался в больнице в течение четырёх месяцев.
Скончался 27 февраля 2025 года в Пуэбле.

## Фильмография

### Телесериалы

#### Свыше 2-х сезонов
- 1985—2007 — «Женщина, случаи из реальной жизни» (17 сезонов; снимался с 1988 по 2006 год) — доктор; Билл

#### Televisa
- 1979 — «Богатые тоже плачут»
- 2005 — «Наперекор судьбе»
- 2013 — «Непокорное сердце»

#### Художественные фильмы
- 2002 — «Тигр Санта-Хулии»
- 2013 — «Третий звонок»
- 2022 — «Бардо»